# Sulu-tenger
A Sulu-tenger (más néven: Mindorói-tenger, tagalog nyelven: Dagat Sulu, malájul: Laut Sulu) melléktenger a Csendes-óceán nyugati részén. Határai: északnyugaton a Palawan sziget, délnyugaton Borneó szigete, keleten a Visayan-szigetek és Mindanao, délkeleten a Sulu-szigetek. Területe 420 000 km², átlagos mélysége 1100 méter, legmélyebb pontja jelenlegi[mikor?] ismeretek szerint 7022 méter mély.
Az itt található Tubbataha-zátony Nemzeti Park az UNESCO természeti világörökség része.

## Országok
Két ország fekszik a Sulu-tenger partján.
- Fülöp-szigetek
- Malajzia (Borneó)

## Fordítás
- Ez a szócikk részben vagy egészben  a   Mar de Joló című spanyol Wikipédia-szócikk fordításán alapul.  Az eredeti cikk szerkesztőit annak laptörténete sorolja fel. Ez a jelzés csupán a megfogalmazás eredetét és a szerzői jogokat jelzi, nem szolgál a cikkben szereplő információk forrásmegjelöléseként.
- Ez a szócikk részben vagy egészben  a   Sulusee című német Wikipédia-szócikk fordításán alapul.  Az eredeti cikk szerkesztőit annak laptörténete sorolja fel. Ez a jelzés csupán a megfogalmazás eredetét és a szerzői jogokat jelzi, nem szolgál a cikkben szereplő információk forrásmegjelöléseként.